# Квинт Огульний Галл
Квинт Огу́льний Галл (лат. Quintus Ogulnius Gallus; примерно 330 — примерно 250 гг. до н. э.) — римский военачальник и политический деятель из плебейского рода Огульниев, консул 269 года до н. э. Во время трибуната в 300 году до н. э. добился принятия закона, окончательно уравнявшего плебеев в правах с патрициями. Во время консулата завершил завоевание Римом Южной Италии.

## Происхождение
Квинт Огульний принадлежал к плебейскому роду Огульниев предположительно этрусского происхождения. Он был наиболее выдающимся из всех немногочисленных носителей этого номена, упоминающихся в источниках. Капитолийские фасты называют преномены его отца и деда — Луций и Авл соответственно. У Квинта был брат Гней, коллега по двум магистратурам.

## Биография
Квинт Огульний отличался от большинства своих современников в Риме глубокими познаниями в этрусской и греческой культуре. Благодаря тесным связям с патрицианским родом Фабиев он в течение почти полувека оказывал серьёзное влияние на политическую ситуацию в Республике. Квинт впервые упоминается в источниках как народный трибун в 300 году до н. э. Вместе со своим братом и коллегой Гнеем он выдвинул законопроект, согласно которому численность жреческих коллегий понтификов и авгуров удваивалась за счёт допуска в них плебеев. Эта инициатива встретила ожесточённое сопротивление патрициев, но всё же стала законом. Принятие lex Ogulnia означало окончательное уравнение в правах плебеев и патрициев и ускорение формирования новой знати.
В 296 году до н. э. Квинт Огульний был курульным эдилом (снова вместе с братом). Он привлёк к суду нескольких ростовщиков, а на средства, полученные благодаря конфискации их имущества, поставил изваяние Юпитера в колеснице на вершине его храма, а у Руминальской смоковницы — изваяния Ромула и Рема.
Во время эпидемии чумы в конце 290-х годов до н. э. Квинт Огульний возглавил посольство из десяти сенаторов, отправившееся в Грецию в соответствии с оракулом гласившим, что для избавления города от болезни «из Эпидавра нужно доставить в Рим Эскулапа». Римские историки утверждают, что по прибытии на место послы увидели огромную статую бога, которую при всём желании нельзя было перенести на корабль. Пока они стояли на месте, обдумывая свои действия, с лика божества соскользнула змея и поползла через весь город к порту, а затем залезла в палатку Огульния на посольском корабле. По возвращении посольства домой, змея, в которой согласно верованиям римлян воплотился сам бог, соскользнула на Тибрский остров; там и был построен храм Эскулапа.
В 273 году до н. э. Квинту Огульнию снова была поручена дипломатическая миссия. Он вместе с двумя Фабиями — Квинтом Фабием Максимом Гургитом и Нумерием Фабием Пиктором предпринял поездку в Египет, что стало началом контактов между двумя государствами. Щедрые дары, полученные от Птолемея Филадельфа, все послы сразу по возвращении домой передали в казну, но сенат с одобрения народного собрания всё им вернул в качестве поощрения.
Вершиной карьеры Квинта Огульния стало консульство в 269 году до н. э., коллегой по которому был Гай Фабий Пиктор. Консулам пришлось совместно действовать против самнита Лоллия, возглавлявшего сопротивление римскому владычеству в Южной Италии. В конце концов они смогли захватить последнее убежище Лоллия в Бруттии и завершить таким образом завоевание всего юга полуострова. Другими важными событиями этого консульства стали восстание в Пицене, подавленное уже консулами следующего года, и начало чеканки в Риме серебряной монеты с изображением Ромула и Рема.
В 257 году до н. э. Огульний был назначен диктатором для проведения Латинских празднеств. Это был уникальный случай в истории должности; оба консула вели войну на Сицилии, а Риму понадобился нобиль с большим опытом в религиозно-культовой сфере, который бы мог организовать праздник. Выбор пал на Квинта Огульния. Начальником конницы при нём был Марк Леторий Планциан.